# Sean McDermott
Sean McDermott (n. 30 mai 1993, Kristiansand, Vest-Agder, Norvegia) este un fotbalist irlandez și norvegian, care joacă pe post de portar la Kristiansund BK⁠(d) în Eliteserien. Pe plan internațional, are prezențe la națională pentru Irlanda U17⁠(d), Irlanda U20⁠(d), Irlanda U21⁠(d) și Irlanda U19⁠(d).